# Sortilège (album de Sortilège)
Pour les articles homonymes, voir Sortilège.
Albums de Sortilège
Métamorphose
(1984)
Sortilège est le premier album studio du groupe de heavy metal français Sortilège sorti en 1983.
Les textes écrits en français sont en majorité inspirés par la fantasy.
Trois titres sont réenregistrés en 2021 et figurent sur l'album Phoenix.

## Liste des titres
| No | Titre       | Durée |
| -- | ----------- | ----- |
| 1. | Amazone     | 4:04  |
| 2. | Progéniture | 4:11  |
| 3. | Gladiateur  | 2:51  |
| 4. | Sortilège   | 3:37  |
| 5. | Bourreau    | 3:29  |

Paroles Christian Augustin, musique Stéphane Dumont.

## Composition du groupe
- Christian Augustin (chant)
- Stéphane Dumont (guitare)
- Didier Demajean (guitare)
- Daniel Lapp (basse)
- Bob "Snake" Dumont (batterie)